# August Louis Wolff

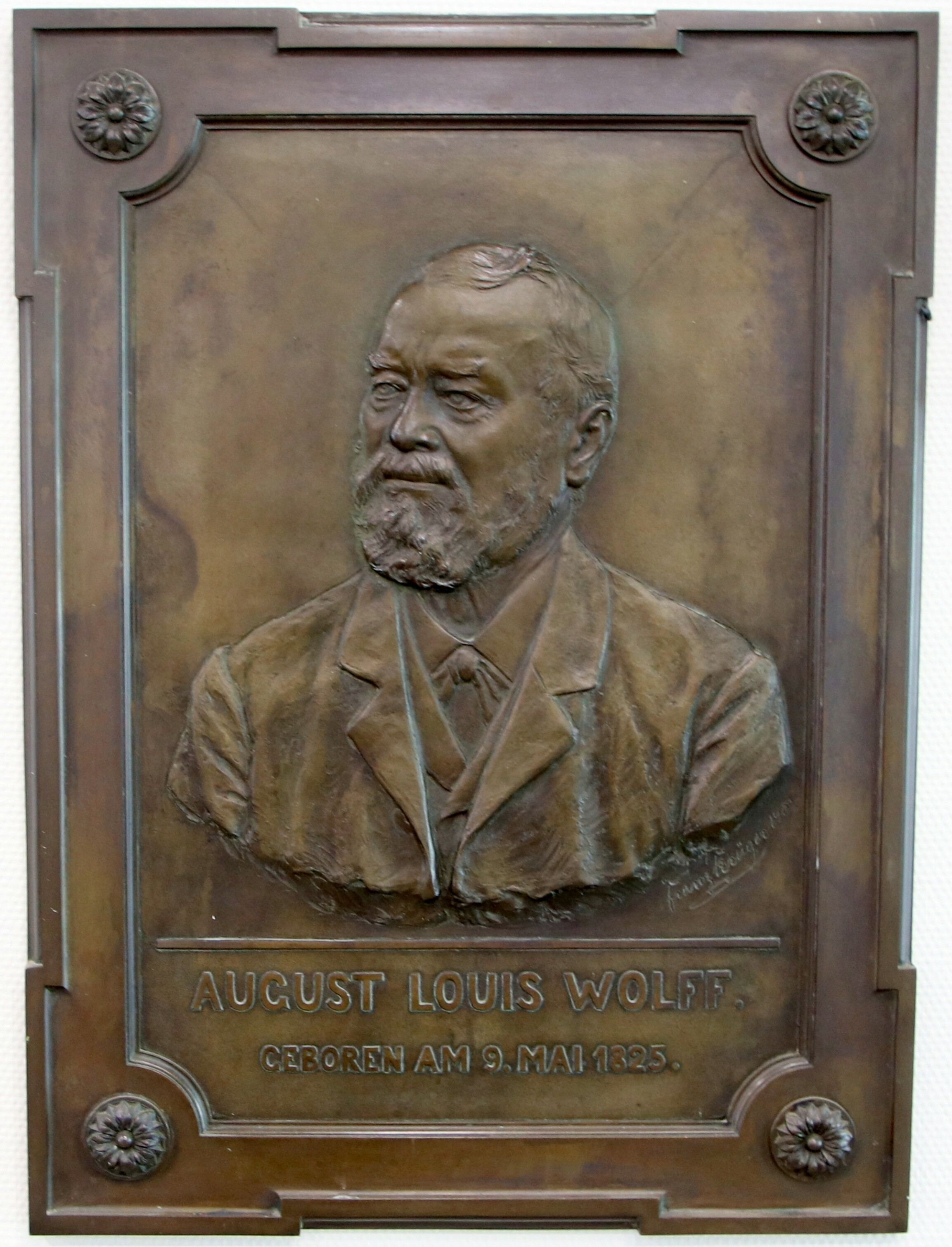
Plakette August Louis Wolff im Krankenhaus Lemgo

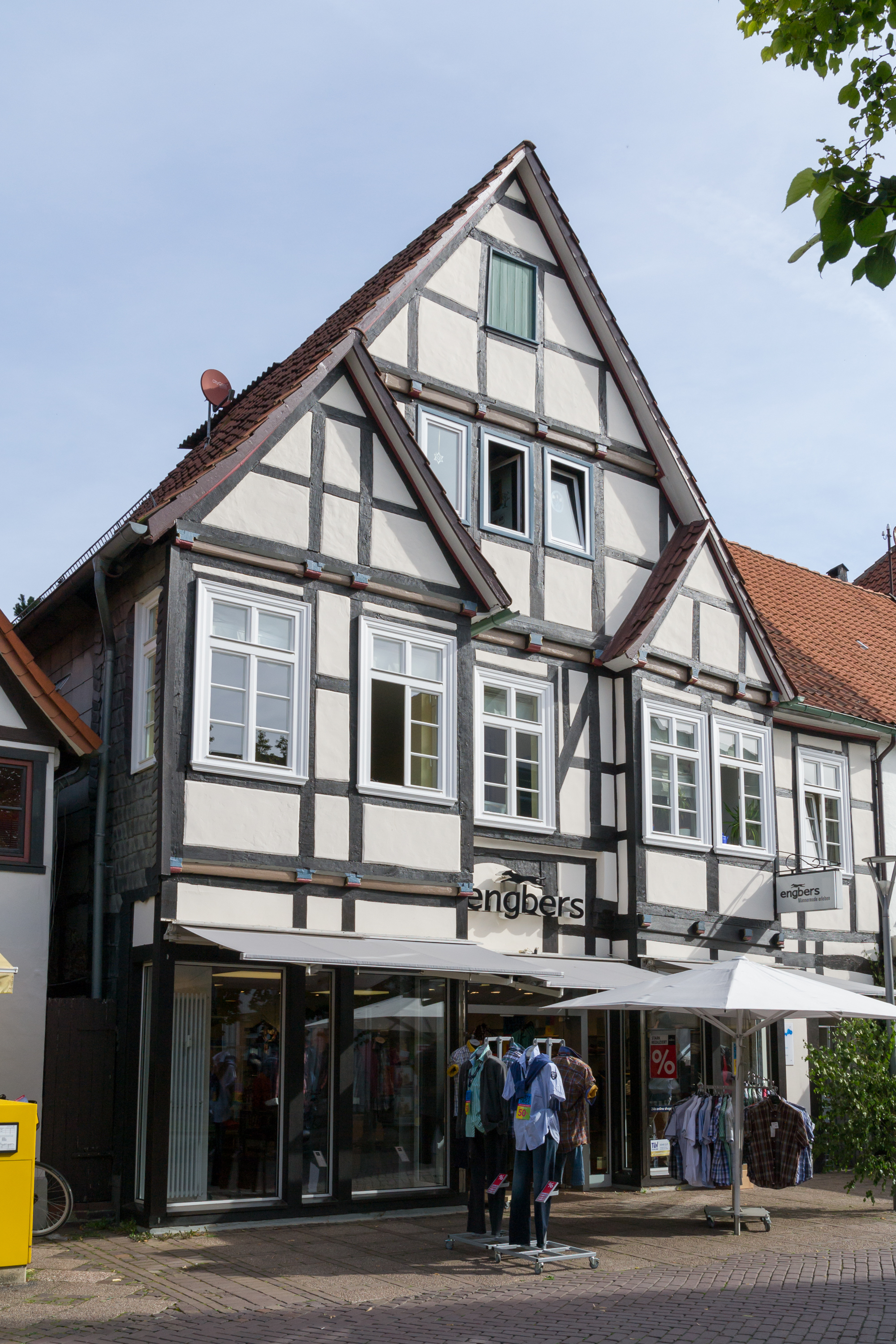
Das Geburtshaus von August Louis Wolff in der Mittelstraße 118 in Lemgo (Foto: 2012)

August Louis Wolff (* 9. Mai 1825 in Lemgo; † 11. September 1911 in Frankfurt am Main) war ein deutscher Kaufmann, US-amerikanischer Honorarkonsul und Mäzen des Krankenhauses Lemgo.

## Leben
August Louis Wolff war der jüngste Sohn des Lemgoer Postmeisters Heinrich Daniel Wolff (1790–1836). Sein älterer Bruder Gustav Adolf Wolff (1819–1878) war Journalist und Verleger. Nach der Revolution 1848/1849 wanderte er aus in die Vereinigten Staaten und heiratete dort 1850 Waldburga Kaiser († 1893). Er gründete einen Großhandel für Bekleidung in Burlington (Iowa). Auf Vorschlag des Senators James W. Grimes bestätigte Präsident Abraham Lincoln 1861 das Amt Wolffs als Konsul im Kanton Basel-Landschaft. 1871 siedelte er über nach Frankfurt am Main, wo er noch zehn Jahre als Vizekonsul der USA tätig war.
Nach dem Tod seiner Ehefrau 1893 wollte Wolff sein Erbe regeln, das ein erhebliches Vermögen darstellte. Der Lemgoer Bürgermeister Ernst Höland schlug ihm 1897 vor, eine Stiftung für „ein Krankenhaus mit allen Nebenanlagen zu errichten und zu erhalten“, Wolff stellte dafür eine Summe von 200.000 Mark (nach heutiger Währung 2021: 1.490.000 Euro) zur Verfügung. Im Gegenzug erhielt er das Ehrenbürgerrecht der Stadt Lemgo. Im September 1899 genehmigte der Regent Ernst zur Lippe-Biesterfeld die Errichtung der Wolff’schen Stiftung.
Wolff wurde auf dem Frankfurter Hauptfriedhof 1911 beerdigt, das Grab existiert nicht mehr.

## Ehrungen
Im Dezember 1904 wurde eine Plakette mit Wolffs Namen und einem Porträt enthüllt, diese Reliefdarstellung befindet sich noch immer in der Eingangshalle im Klinikum Lippe in Lemgo. Nahe dem Städtischen Friedhof Rintelner Straße wurde ebenfalls in Lemgo die Konsul-Wolff-Straße benannt.